# کاپریلیو

Aysan

کاپریلیو (به ایتالیایی: Capriglio) یک کومونه در ایتالیا است که در استان آسته واقع شده‌است.

## خصوصیات
کاپریلیو ۵٫۱ کیلومترمربع مساحت و ۳۰۸ نفر جمعیت دارد.